# Panthera pardus fusca
Il leopardo indiano (Panthera pardus fusca Meyer, 1794) è una sottospecie di leopardo largamente diffusa nel subcontinente indiano. È uno dei cinque grandi felini dell'India, insieme al leone asiatico, alla tigre del Bengala, al leopardo delle nevi e al leopardo nebuloso.
Nel 2008 la IUCN ha inserito il leopardo tra le specie Prossime alla minaccia, sostenendo che è ancora troppo presto per qualificarlo una specie Vulnerabile, nonostante la distruzione e la frammentazione dell'habitat, il pressante bracconaggio per il commercio illegale in Asia di pelli e parti del corpo e la persecuzione a causa di situazioni di conflitto con l'uomo. Al di fuori delle aree protette sta iniziando a farsi sempre più raro. Il trend della popolazione è in diminuzione.

## Descrizione

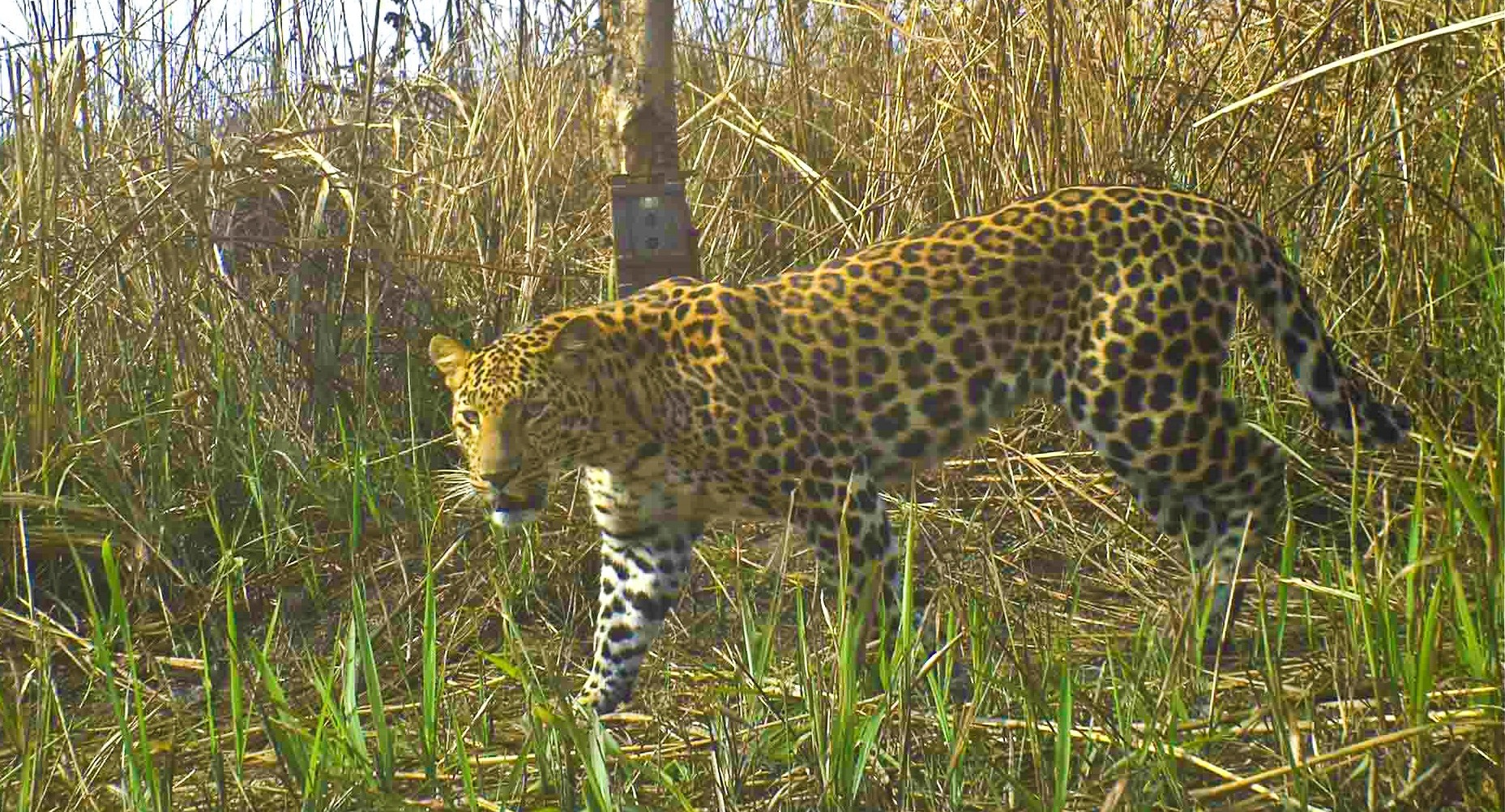
La pelliccia maculata permette al leopardo indiano di mimetizzarsi perfettamente nel suo ambiente naturale.

Nel 1794 Friedrich Albrecht Anton Meyer classificò per la prima volta Felis fusca, descrivendolo come un felino simile ad una pantera lungo circa 85,5 cm, con zampe robuste ed una lunga coda ben fatta, la testa grande quanto quella di una pantera, il muso largo, le orecchie corte, piccoli occhi grigio-giallastri e bulbi oculari grigi chiari; ad un primo esame l'esemplare che esaminò sembrava nero, ma osservandolo più da vicino si accorse che la pelliccia era marrone scura con macchie circolari di colore più scuro e le parti inferiori di color rosso chiaro.
Oggi sappiamo che questa sottospecie di leopardo può raggiungere il 1,30-1,40 m di lunghezza e nella femmina 1-1,20 (in più 90 cm di coda) e i 77 kg di peso nel maschio e i 34 kg nella femmina, e che la pelliccia maculata sopra descritta aiuta il felino a mimetizzarsi nella giungla e a non farlo notare da altri animali.

## Distribuzione e habitat

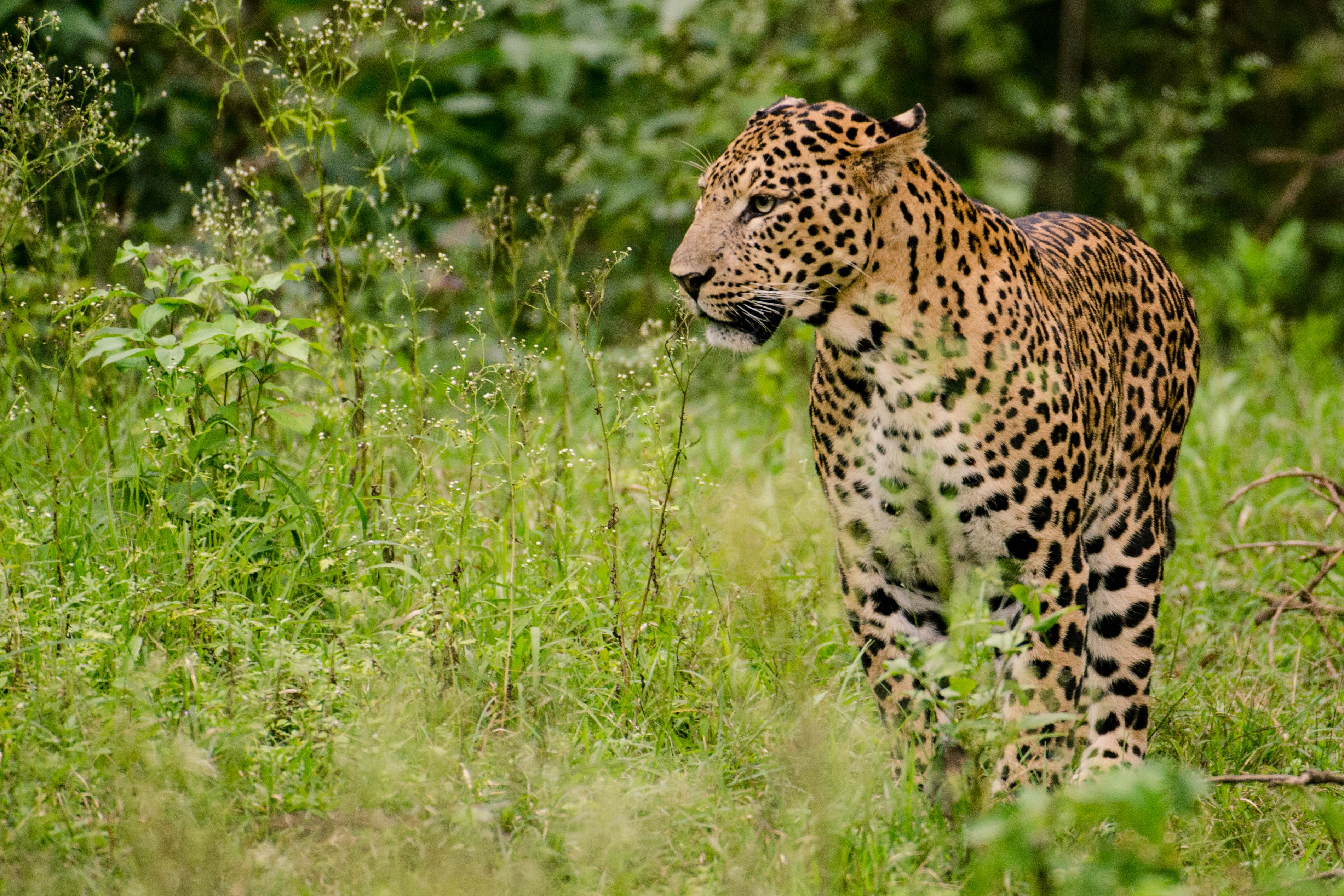
Un leopardo indiano nella Rajiv Gandhi Tiger Reserve.

Nel subcontinente indiano le barriere topografiche che hanno posto un freno alla dispersione di questa sottospecie sono il fiume Indo ad ovest e l'Himalaya a nord. Ad est il corso inferiore del Brahmaputra ed il delta del Gange costituiscono una barriera naturale alla distribuzione del leopardo indocinese. I leopardi indiani sono diffusi in tutta l'India, in Nepal, Bhutan, Bangladesh e in alcune aree del Pakistan. Vivono nelle foreste pluviali tropicali, nelle foreste decidue secche, nelle foreste temperate e nelle foreste di conifere del nord, fino ad un'altitudine di 2500 m, al confine con l'habitat del leopardo delle nevi. Non si spingono, però, nelle foreste di mangrovie dei Sundarbans.

## Biologia

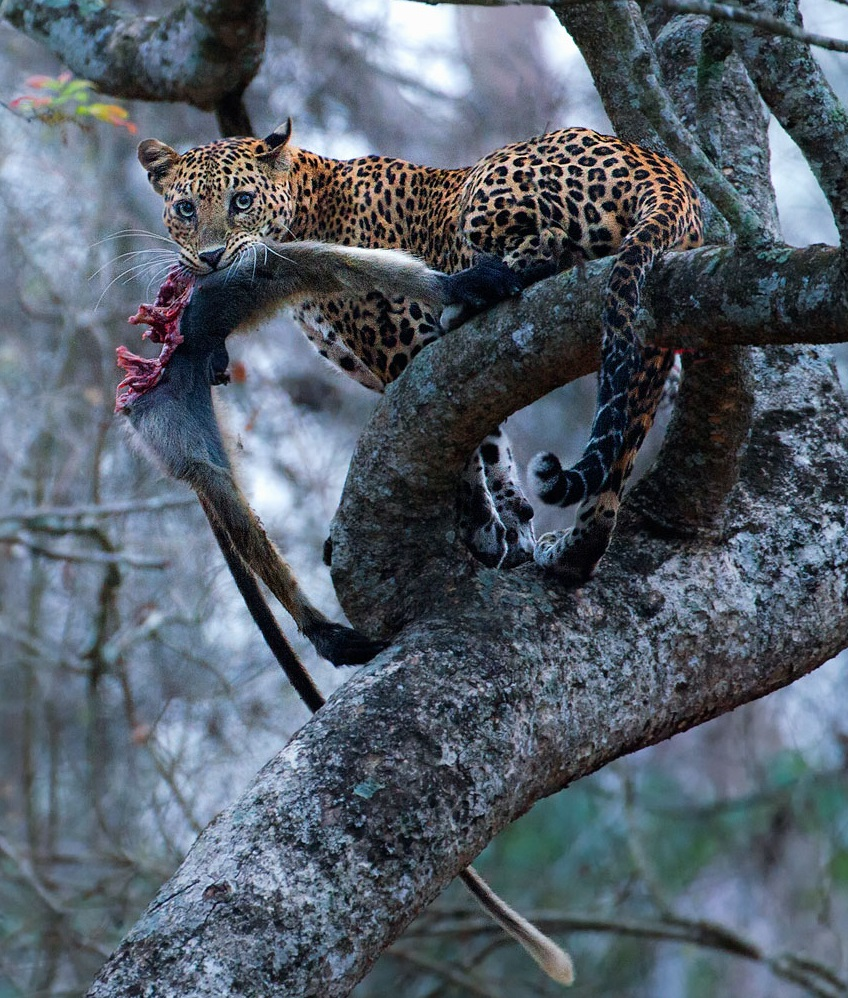
Un leopardo con la sua preda (un entello)

In Nepal, nel Parco Nazionale di Bardia, i territori dei maschi di leopardo si estendono per circa 48 km², mentre quelli delle femmine per circa 17 km²; i territori di queste ultime si restringono a soli 5–7 km² nel periodo dell'allevamento dei piccoli.
La preda principale del leopardo indiano è il cervo pomellato (circa il 60% della sua dieta è composta da questo erbivoro), il restante 40% è costituito da cinghiali crestati, antilopi cervicapra, cinghiali nani, entelli, cervi latranti e pavoni. Talvolta attacca prede più grandi, come sambar e nilgau. Può accadere inoltre che assalga anche esemplari giovani, anziani o cagionevoli di bufali indiani e gaur. Preda anche animali molto più piccoli, come topi, scoiattoli, lucertole, uccelli, rane, pesci e insetti. Capita che rimanga coinvolto in combattimenti con grossi rettili come i pitoni e i coccodrilli; inoltre, può uccidere carnivori più piccoli, come gli sciacalli, le volpi, i gatti leopardo e i leopardi nebulosi, oltre che i cuccioli di leone, di tigre, di lupo e di orso. Infine, se non ci sono prede selvatiche a disposizione, possono accontentarsi di animali da allevamento (compresi cani e gatti randagi) o, in casi estremi, di uomini (come il leopardo di Rudraprayag).
Quando caccia, il leopardo tende un agguato alla preda; si nasconde dietro alla vegetazione fitta e segue l'animale prescelto, fino a che non è abbastanza vicino. A quel punto scatta velocemente sulla preda (può raggiungere i 65 km/h) e, dopo un breve inseguimento (non è molto resistente alla corsa), le balza addosso, la abbatte (può atterrare prede fino a 10 volte più grandi di lui) e la uccide con un veloce morso al collo che spezza la colonna cervicale della vittima, se è piccola; se è grande, invece, la morde alla gola, soffocandola e facendola morire di asfissia.
Dopo aver ucciso la preda, i leopardi indiani, la trascinano su un albero per metterla al sicuro dagli animali spazzini e lì la mangiano. Questo succede però solo dove il felino deve competere con la tigre, che è più forte e può sottrargli la preda. Nelle zone dove le tigri sono assenti, il leopardo diventa il predatore apicale del suo habitat e perde l'abitudine di trasportare le prede sugli alberi, essendo gli altri predatori troppo deboli per potergliele sottrarre.
L'accoppiamento inizia verso metà marzo e dura due settimane, durante le quali la coppia copula molto frequentemente; finito il calore, i leopardi si lasciano e inizia per la femmina la gestazione, che dura circa 3 mesi, al termine della quale nascono da 1 a 3 piccoli, solitamente 2, che rimarranno con la madre per circa un anno.
In natura, i leopardi indiani vivono solitamente per 15-16 anni, ma in cattività possono raggiungere anche i 25.

## Minacce
La caccia illegale per alimentare il commercio di parti d'animali è la più grave minaccia immediata per il leopardo indiano. Oltre che dal bracconaggio, questa sottospecie è minacciata anche dalla distruzione dell'habitat e dalla frammentazione di popolazioni un tempo collegate tra loro, dai conflitti di vario genere con gli uomini nei territori maggiormente urbanizzati e dalla competizione con altri predatori.

### Bracconaggio

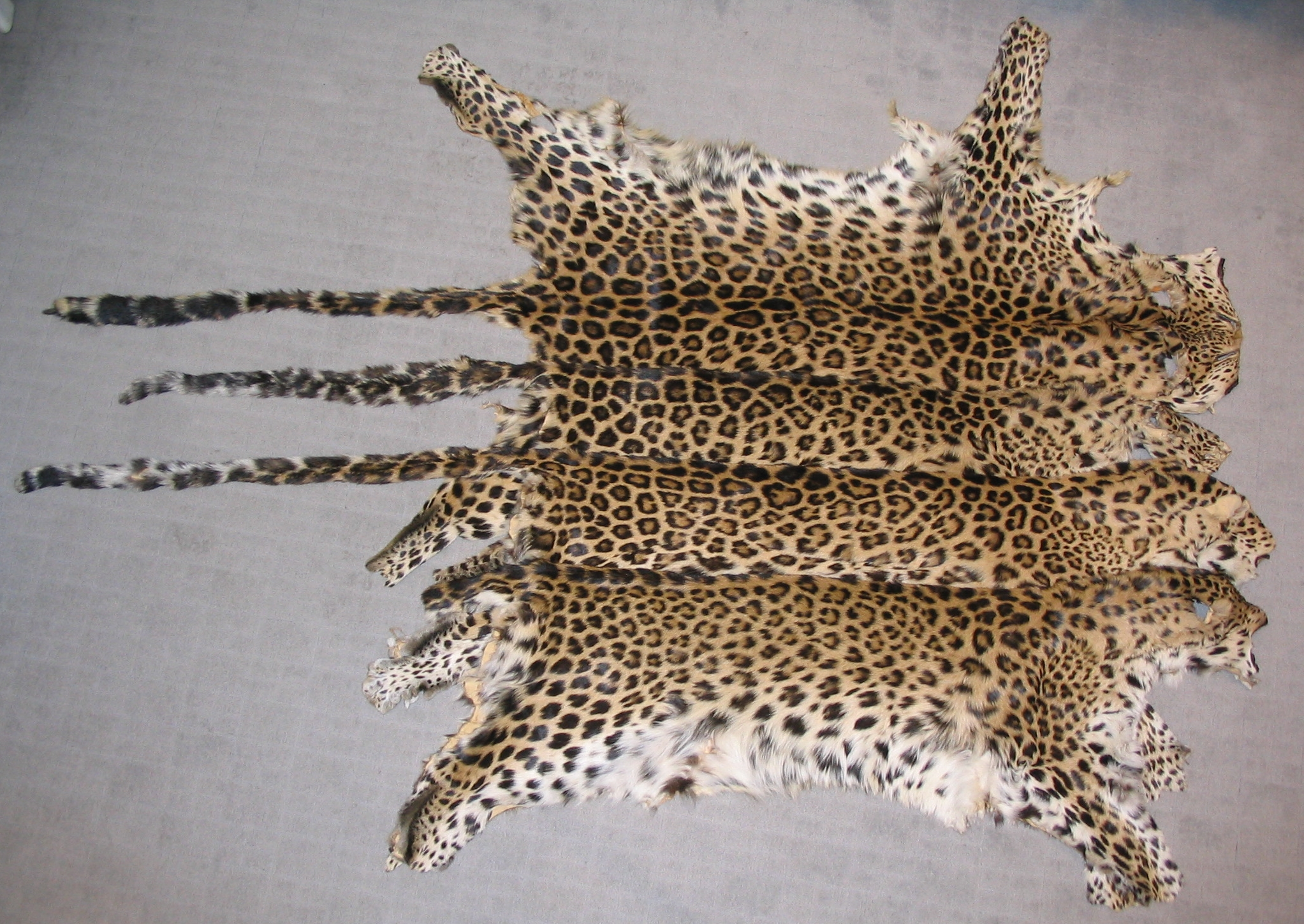
Pelli di leopardo.

Una significativa minaccia immediata per la sopravvivenza dei leopardi selvatici è il commercio illegale tra India, Nepal e Cina di pelli e di parti del corpo di esemplari abbattuti illegalmente. I governi di questi Paesi non sono riusciti a contrastare adeguatamente questa pratica ed ai crimini contro la natura viene riservata una priorità inferiore in termini di impegno politico e di investimenti. In queste aree sono presenti bande ben organizzate di bracconieri professionisti che si spostano da un luogo all'altro accampandosi in zone particolarmente vulnerabili. Le pelli vengono conciate alla meglio sul campo e vendute ai commercianti, che le spediscono in centri indiani specializzati nella concia per ulteriori trattamenti. I compratori scelgono le pelli dai commercianti o dai conciatori per poi contrabbandarle, attraverso una fitta rete organizzata, sui mercati al di fuori dell'India, soprattutto in Cina. L'elevato numero di pelli provenienti dall'India confiscate a Kathmandu ha confermato questa città come punto chiave nello smercio verso il Tibet e la Cina.
È probabile che le pelli confiscate costituiscano solo una minima parte di quelle messe in commercio ed è possibile che la maggioranza di esse riesca a raggiungere indisturbata i mercati. Finora sono state confiscate:
- più di 2845 pelli in India, tra il 1994 e l'ottobre del 2010[10][12][13][14][15][16];
- 243 pelli in Nepal, tra il maggio del 2002 e quello del 2008[10][11][17][18][19];
- più di 774 pelli in Cina ed in Tibet, tra il luglio del 1999 ed il settembre del 2005[10][11].

Nel maggio del 2010 la Società indiana per la Protezione della Natura ha stimato che a partire dal 1994 sono stati uccisi in India almeno 3189 leopardi. Tanto per fare un esempio, per ogni pelle di tigre ne sono state confiscate sette di leopardo.

### Conflitti con l'uomo
L'espansione dei terreni agricoli e l'intrusione di uomini e del loro bestiame nelle aree protette sono i principali fattori che hanno contribuito alla distruzione dell'habitat e alla diminuzione delle prede selvatiche. Di conseguenza i leopardi si avvicinano agli insediamenti umani, dove cercano di catturare cani, maiali e capre - animali domestici che costituiscono una parte importante della dieta degli esemplari che vivono alla periferia dei villaggi. In questo modo si vengono a creare situazioni di conflitto con gli uomini, notevolmente aumentate negli ultimi anni. Per evitare che attacchino il bestiame i leopardi vengono abbattuti a fucilate, avvelenati e catturati con trappole brutali.
Il Dipartimento indiano delle Foreste autorizza l'impiego di trappole solo nel caso in cui dei leopardi abbiano assalito degli esseri umani. Se la presenza di una moltitudine di persone impedisce al leopardo di fuggire, la folla deve essere allontanata affinché l'animale possa nuovamente trovare rifugio nella foresta.

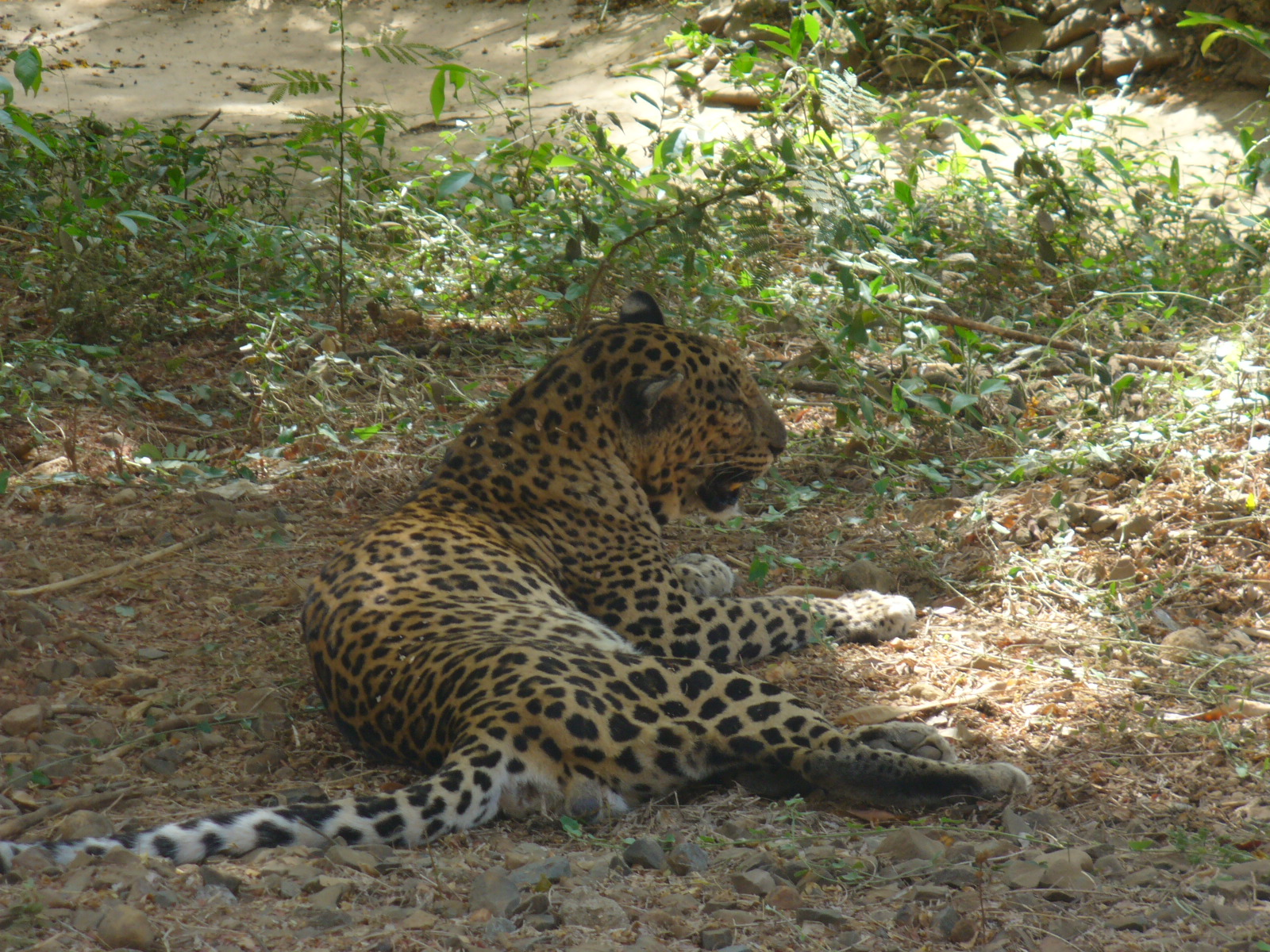
Un leopardo maschio nel parco nazionale di Sanjay Gandhi, il luogo in India dove lo scontro tra uomini e leopardi raggiunge il suo culmine.

Il conflitto uomo-leopardo non svantaggia solo i grandi felini; a Mumbai, dove convivono 18 milioni di persone e 47 leopardi nell'adiacente parco nazionale di Sanjay Gandhi, gli attacchi dei predatori, a causa dell'espansione della città nell'habitat degli animali e dell'aumento degli stessi nel piccolo spazio, sono in aumento: nel 2002, sono avvenuti 25 attacchi di leopardo, inserite in un triennio (2001-2003) in cui, su 50 aggressioni leopardine, 18 sono risultate fatali. Nel 2004, dodici persone sono state uccise dai leopardi, salite nel 2013 a 17. Nel 2011, nel 2015 e nel 2017, i decessi causati dai leopardi indiani a Mumbai sono stati 14 per anno, e nel 2019 12. Il 2020 ha registrato il record di attacchi fatali di leopardo agli esseri umani nella metropoli indiana nel XXI secolo: 23 persone sono state uccise. D'altro canto, i grandi felini svolgono anche una grande utilità all'uomo: la loro dieta, nelle periferie della città, è composta al 40% da cani randagi, i quali spesso mordono le persone, trasmettendo la rabbia (solo a Mumbai, si calcola una media di circa 75.000 morsi all'anno, con più di 420 persone morte a causa di cani rabbiosi negli ultimi vent'anni). La predazione dei leopardi sui cani riduce notevolmente sia le aggressioni, sia i casi di infezione. Nell'habitat naturale del parco nazionale di Sanjay Gandhi, i leopardi svolgono un fondamentale ruolo di superpredatori, non essendoci tigri ed essendo loro i predatori più grandi.

## Status in cattività

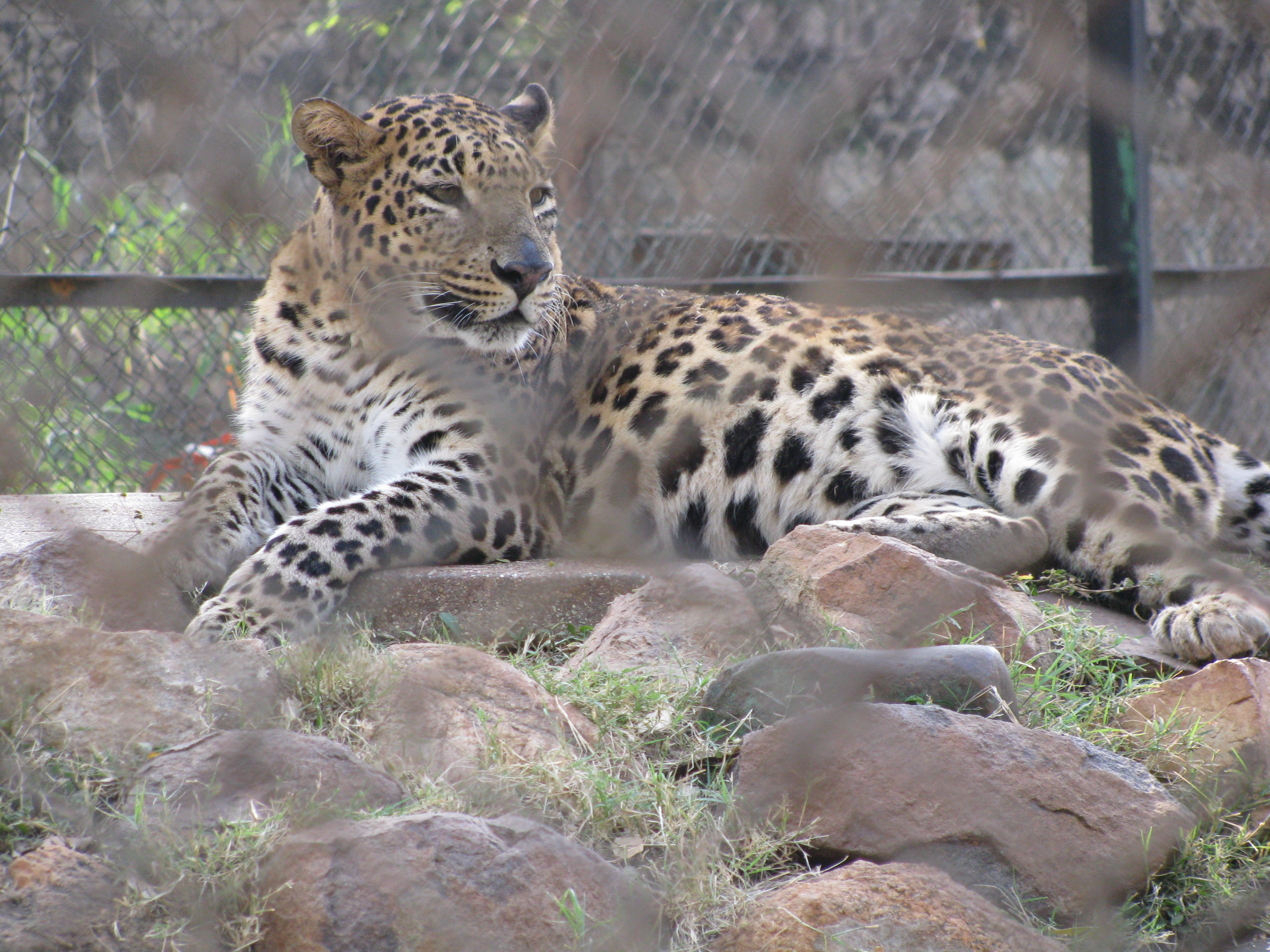
Un leopardo indiano allo Zoo di Mysore, in India.

A differenza di altre sottospecie, il leopardo indiano non ha un breeding programm che gestisce la sottospecie nel circuito degli zoo europei. Di fatto in Europa il leopardo indiano è presente solo allo zoo di Wuppertal in Germania. Il motivo per il quale il leopardo indiano è rimasto escluso dal circuito dei breeding programm è che su disposizione della WAZA si è voluto dare precedenza a sottospecie maggiormente a rischio di estinzione come il leopardo dell'Amur o il leopardo persiano.

## Competizione con altri predatori
I leopardi condividono il loro habitat con leoni asiatici, tigri del Bengala, orsi dal collare, orsi bruni himalayani e labiati, lupi, iene striate e cuon. Tutti questi animali possono uccidere piccoli di leopardo se ne hanno la possibilità. Leoni, tigri e orsi sono perfino in grado di assalire esemplari adulti.
I leopardi riescono a convivere con le tigri, ma non sono molto comuni nelle zone dove queste ultime sono particolarmente numerose. Il loro territorio, quindi, si trova schiacciato tra gli habitat primari delle tigri da un lato e le aree coltivate e i villaggi dall'altro.

## Conservazione

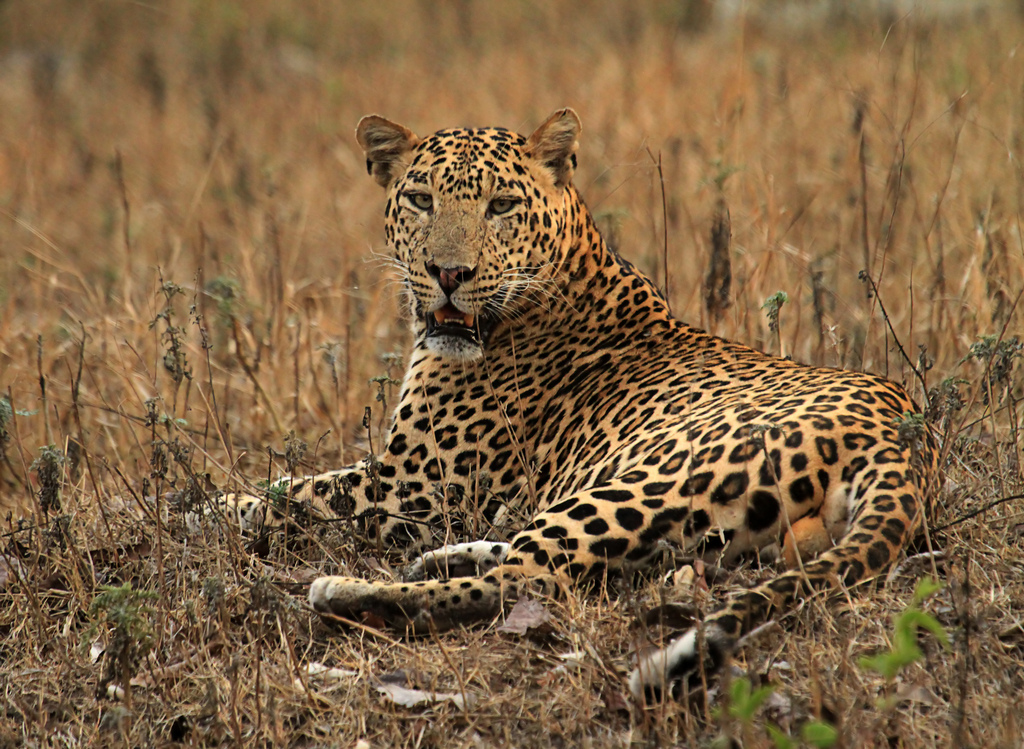
Un leopardo indiano a riposo. La straordinaria bellezza di questo animale ha da sempre suscitato la bramosia dell'uomo, che gli ha dato una caccia spietata.

Panthera pardus è una specie inserita nell'Appendice I della CITES.
Nonostante India e Nepal aderiscano alla CITES, la loro legislazione nazionale non incarna lo spirito e i requisiti di tale convenzione. In tali Paesi sono infatti carenti risorse umane qualificate, strutture di base e reti efficaci per il controllo del bracconaggio e del commercio di fauna selvatica.
In India Frederick Walter Champion, dopo la prima guerra mondiale, è stato uno tra i primi sostenitori della conservazione del leopardo, condannandone la caccia e riconoscendo il suo ruolo chiave all'interno dell'ecosistema. Anche Billy Arjan Singh, a partire dai primi anni '70, è stato uno tra i più grandi sostenitori della causa di questo felino.